# Sandia National Laboratories
Sandia National Laboratories (SNL), també conegut com Sandia, és un dels tres laboratoris de recerca i desenvolupament de l'Administració Nacional de Seguretat Nuclear (NNSA) del Departament d'Energia dels Estats Units. Amb seu a la base aèria de Kirtland a Albuquerque, Nou Mèxic, té una segona instal·lació principal al costat del Laboratori Nacional Lawrence Livermore a Livermore, Califòrnia, i una instal·lació de proves a Waimea, Kauai, Hawaii. Sandia és propietat del govern federal dels EUA, però és gestionada i operada de manera privada per National Technology and Engineering Solutions de Sandia, una filial de propietat total de Honeywell International.
Establert el 1949, SNL és un "laboratori de multimissions" amb l'objectiu principal d'avançar en la seguretat nacional dels EUA desenvolupant diverses tecnologies basades en la ciència. El seu treball abasta aproximadament 70 àrees d'activitat, incloent la dissuasió nuclear, el control d'armes, la no proliferació, l'eliminació de residus perillosos i el canvi climàtic. Sandia acull una gran varietat d'iniciatives de recerca, com ara biologia computacional, física, ciència dels materials, energies alternatives, psicologia, MEMS i ciències cognitives. Sobretot, va acollir alguns dels superordinadors més antics i ràpids del món, ASCI Red i ASCI Red Storm, i actualment acull la Z Machine, el generador de raigs X més gran del món, que està dissenyat per provar materials en condicions extremes. temperatura i pressió.

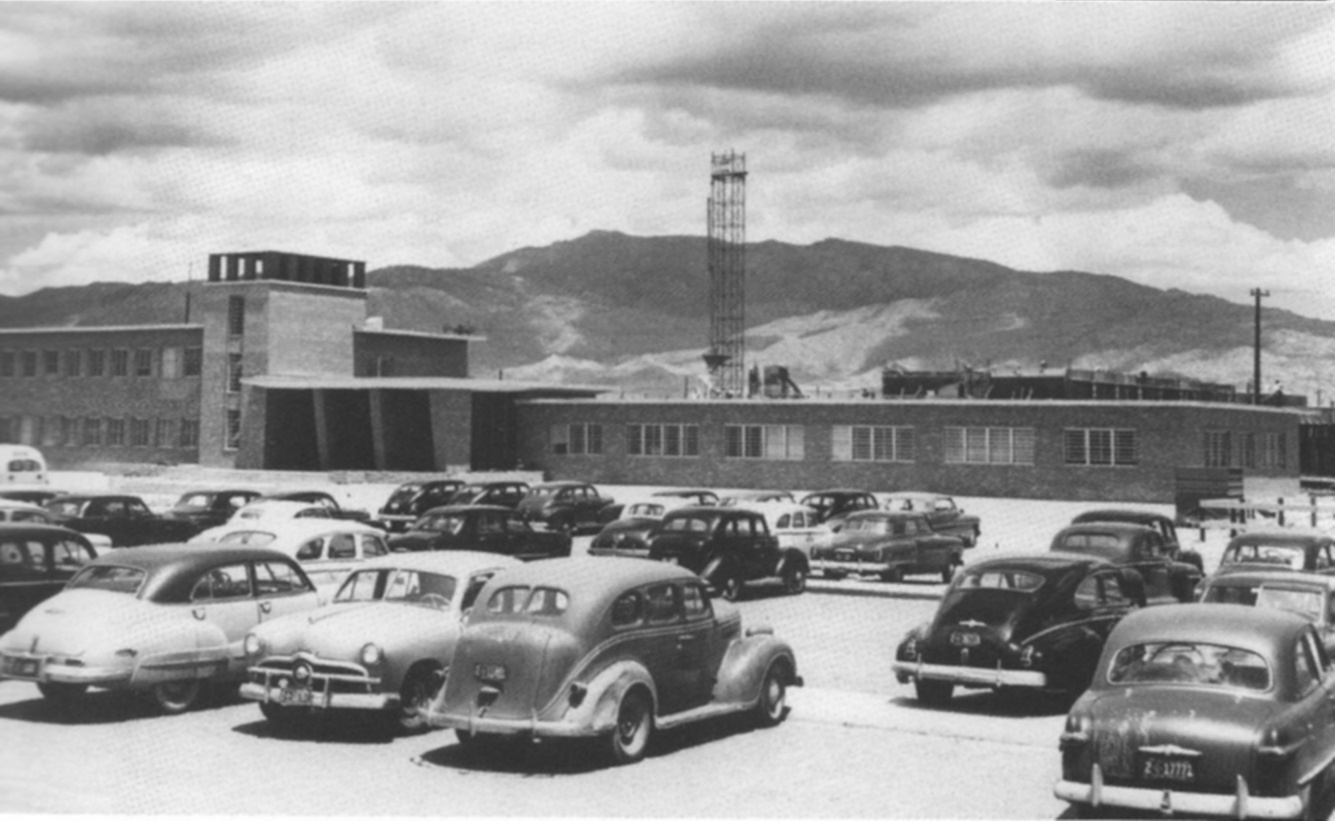
Un dels primers edificis permanents de Sandia (edifici 800) es va completar el 1949

Sandia porta a terme investigacions mitjançant acords de col·laboració amb entitats acadèmiques, governamentals i comercials; Les oportunitats educatives estan disponibles a través de diversos programes, inclòs el programa Securing Top Academic Research & Talent at Historically Black Colleges and Universities (START HBCU) i la Sandia University Partnerships Network (una col·laboració amb la Purdue University, University of Texas at Austin, Geòrgia). Institut de Tecnologia, Universitat d'Illinois Urbana–Champaign i Universitat de Nou Mèxic).

## Història del laboratori
Les arrels dels Sandia National Laboratories es remunten a la Segona Guerra Mundial i al Projecte Manhattan. Abans que els Estats Units entressin formalment a la guerra, l'exèrcit nord-americà va llogar terrenys prop d'un aeroport d'Albuquerque, Nou Mèxic, conegut com Oxnard Field, per donar servei a avions transitoris de l'exèrcit i la marina dels EUA. El gener de 1941 es va iniciar la construcció de la base aèria de l'exèrcit d'Albuquerque, que va portar a l'establiment de l'escola de vol avançada de l'escola Bombardier-Exèrcit cap a finals d'any. Poc després va ser rebatejat com a Kirtland Field, després del primer pilot militar de l'exèrcit, el coronel Roy C. Kirtland, i a mitjans de 1942 l'exèrcit va adquirir Oxnard Field. Durant els anys de la guerra, les instal·lacions es van ampliar encara més i Kirtland Field va servir com a important instal·lació d'entrenament de les Forces Aèries de l'Exèrcit.
Durant els molts mesos previs a l'èxit de la detonació de la primera bomba atòmica, la prova Trinity, i el lliurament de la primera arma atòmica aerotransportada, Project Alberta, J. Robert Oppenheimer, director del Laboratori de Los Alamos, i el seu assessor tècnic, Hartly Rowe, va començar a buscar un nou lloc convenient per a Los Alamos per a la continuació del desenvolupament d'armes – especialment els seus aspectes no nuclears. Consideraven que una divisió separada seria millor per realitzar aquestes funcions. Kirtland havia satisfet les necessitats de transport de Los Alamos tant per als projectes Trinity com per a Alberta, per la qual cosa, Oxnard Field va ser transferit de la jurisdicció del Cos Aeri de l'Exèrcit al Districte del Cap d'Enginyers de les Forces del Servei de l'Exèrcit dels EUA, i després, assignat al Districte d'Enginyers de Manhattan. El juliol de 1945, el precursor del Laboratori Sandia, conegut com a Divisió "Z", es va establir a Oxnard Field per gestionar el desenvolupament d'armes futures, les proves i el muntatge de bombes per al districte d'enginyers de Manhattan. La directiva del districte que demana l'establiment d'una àrea segura i la construcció d'instal·lacions de la divisió "Z" es va referir a això com a " Base Sandia ", després de les muntanyes de Sandia properes, aparentment el primer reconeixement oficial del nom "Sandia".